# Augusto Durand Maldonado
Augusto Nicolás Durand Maldonado, (Huánuco, 6 de septiembre de 1870-Océano Pacífico, 31 de marzo de 1923) fue un político y empresario agrícola peruano. Se hizo popular por organizar revoluciones contra diversos gobiernos de la llamada República Aristocrática, encabezando montoneras armadas. Fue diputado en varios periodos, y presidió su cámara en 1895-1896. Fue además fundador del Partido Liberal (1902) y director del diario La Prensa de Lima. Su última aventura revolucionaria fue contra los planes continuistas del presidente Augusto B. Leguía, pero tras ser capturado en Paita, murió en el trayecto hacia el Callao, a bordo del buque que lo transportaba. Se esparció el rumor de que murió envenenado, pero lo más probable es que muriera víctima de una enfermedad. Se le recuerda también por impulsar la industrialización de la coca.

## Biografía

### Inicios
Fue hijo de Gregorio Durand y Amalia Maldonado. Nació en la hacienda Huancachupa, en Huánuco. Su abuelo paterno, Jorge Durand, fue un francés afincado en Huánuco. Era todavía niño cuando se trasladó a Lima, donde cursó su educación secundaria en el Convictorio Carolino. En 1886 ingresó a la Universidad de San Marcos donde cursó Jurisprudencia y Ciencias Políticas y Administrativas. Se graduó sucesivamente de bachiller y doctor en Ciencias Políticas, así como de bachiller en Jurisprudencia con una tesis sobre «El derecho de insurrección» (1890).

### Carrera política
Tras recibirse de abogado, retornó a Huánuco, donde se dedicó a la actividad agrícola, explotando plantaciones de coca en sus haciendas de San Carlos y Huancachupa. En 1893, viajó a Estados Unidos y a Europa, retornando en 1894.
Se sumó a la revolución iniciada por la Coalición Cívico-Demócrata contra el segundo gobierno del general Andrés A. Cáceres, cuyo liderazgo asumió el caudillo Nicolás de Piérola. Con los peones de sus haciendas organizó un pequeño ejército de montoneros y atacó Huánuco, cuyas autoridades se dieron a la fuga. Se proclamó jefe superior político y militar de los departamentos del centro.
Luego, tomó Cerro de Pasco, triunfó en Yanahuanca y bajó a la costa, donde capturó por sorpresa el puerto de Huacho. Regresó a la sierra, derrotó a las fuerzas gobiernistas en Izcuchaca y avanzó hasta Ayacucho, para finalmente unirse en Cieneguilla con las montoneras de Piérola, con quien entró a Lima, el 17 de marzo de 1895. Mientras que Piérola ingresó por el barrio de Cocharcas, Durand lo hizo por el de Santa Ana, actual Barrios Altos. Sus entusiastas partidarios lo compararon con Felipe Santiago Salaverry, pues como éste había obtenido éxitos militares antes de los 30 años de edad.
Triunfante la revolución pierolista, Durand fue elegido diputado por Lima y por Pasco. Tenía 24 años de edad, cuando fue elevado a la presidencia de la cámara de diputados para la legislatura de 1895-1896. Se dijo que fue el presidente Piérola quien impulsó su nombramiento para que se desgastara políticamente, ya que se perfilaba como un peligroso rival. Y efectivamente, no tardó Durand en tener roces con el gobierno, hasta convertirse en su más tenaz opositor desde el parlamento.
En 1899, inició una revolución contra el gobierno de Piérola, en protesta por el apoyo oficialista dado a la candidatura presidencial de Eduardo López de Romaña. Organizó nuevamente montoneras, pero fue vencido en Huaraz ese mismo año, y debió partir al destierro.
De regreso al Perú, ya bajo el gobierno de López de Romaña, fundó el Partido Liberal (1901), de cuya primera junta directiva, constituida el 5 de octubre de 1902, se encargó de presidir. De esa junta también formaban parte Germán Leguía y Martínez, Elías Malpartida, Wenceslao Valera y Ricardo L. Flores. Fue elegido diputado por la provincia de Pasco en 1901.
Promovió la alianza de su partido con el partido Demócrata, que lanzó la candidatura a la presidencia de Nicolás de Piérola, para enfrentar a la coalición entre civilistas y constitucionales que tenía como candidato a José Pardo y Barreda, en las elecciones de 1904. Pero poco antes de dichas elecciones, Piérola retiró su candidatura, aduciendo falta de garantías, posibilitando así el triunfo de su rival.
En 1907 fue nuevamente elegido diputado por Lima. En 1908, en las postrimerías del primer gobierno de José Pardo, organizó una nueva revolución al estilo de las montoneras, para evitar el triunfo de la candidatura presidencial de Augusto B. Leguía. Su plan abortó cuando un maquinista del ferrocarril central, que por la fuerza conducía a los golpistas a la sierra, aprovechó un alto para desenganchar la máquina y poner sobre aviso a las autoridades. Varios grupos de montoneros fueron derrotados en sendos combates. Durand logró escapar y se escondió en sus haciendas de Huánuco, para luego bajar a Lima. Disfrazado, burló el control de las autoridades y se embarcó en el Callao. Las elecciones siguieron su curso, triunfando como era previsible Leguía, quien inauguró así su primer gobierno.
Fue involucrado en la intentona golpista del 29 de mayo de 1909 dirigida por Carlos de Piérola y sus hijos. Tras una persecución intensa fue capturado y sufrió prisión durante dos años. Según el historiador Jorge Basadre, está detención fue arbitraria, al no haber pruebas de su participación en dicha intentona.
Puesto en libertad, viajó por diversos países de América y Europa. De vuelta al Perú en 1912, fue otra vez elegido diputado por Lima. Apoyó la candidatura de Guillermo Billinghurst, contribuyendo a su ascenso como presidente elegido por el Congreso. Pero no tardó en oponerse a Billinghurst cuando éste expuso su plan de disolver el Poder Legislativo.
Conspiró a favor del golpe de Estado del 4 de febrero de 1914, que llevó al poder al coronel Óscar R. Benavides. Se perfilaba entonces como candidato presidencial de arraigo popular, pero el gobierno militar lo acusó de conspiración.   Logró burlar la persecución militar y se asiló en la legación de Argentina en Lima, antes de abandonar el país.
Desde su destierro, apoyó la iniciativa de la Convención de partidos de 1915, y dio instructivas a los dirigentes de su partido para que apoyaran la candidatura presidencial de José Pardo y Barreda, que finalmente triunfó y subió al poder por segunda vez. Regresó entonces al Perú y adquirió el diario La Prensa del que fue director. También fue otra vez elegido diputado por Lima en 1913.
En 1916 fue acreditado como ministro plenipotenciario en Argentina, donde permaneció hasta 1917.  De retorno al Perú, el 19 de abril de 1919 fue víctima de un atentado, en Punta de la Esperanza (Huánuco), resultando gravemente herido en el vientre. Según Basadre, fue más probablemente un atentado de carácter personal y localista, pero no faltaron quienes le atribuyeran un origen político.
Tras el golpe de Estado de Leguía contra el presidente Pardo (4 de julio de 1919), decidió retirarse a la vida privada. Su periódico, cuya sede sufrió el ataque de las turbas, fue confiscado por el gobierno. Y él mismo se vio obligado a partir al destierro.
En 1923, regresó para organizar por enésima vez una revolución, esta vez en oposición a los planes reeleccionistas de Leguía. Luego de ingresar por la frontera desde Tumbes, marchó a caballo hacia Piura, pero fue apresado en Paita. Fue subido a bordo del crucero Almirante Grau, que zarpó rumbo al Callao, el 27 de marzo de 1923. Se hallaba enfermo y postrado con agudos dolores. Su estado fue agravándose paulatinamente, hasta que falleció el 31 de marzo, antes que el buque llegara a su destino. La autopsia practicada a su cuerpo determinó que tenía una hernia diafragmática estrangulada del estómago, originada por el balazo que sufriera en el atentado de 1919. Es decir, su muerte se había producido al agravarse una dolencia que padecía desde años atrás. Sin embargo, surgió la versión de su envenenamiento, acusándose al gobierno leguiísta de maquinar tal crimen. Se dijo que Durand se había empezado a sentir mal en Paita, luego que sus captores le dieran de comer o beber algo que presumiblemente se hallaba envenenado. Acusación seria que nunca se llegó a probar.
Su viuda, Emilia Dyer, vendió por 25 000 libras peruanas el diario La Prensa a la Dirección General de Hacienda y una suma similar por reclamaciones que el diario tenía pendientes antes de 1921.